# Nastringues
Nastringues (okzitanisch: Nastrengas) ist eine südwestfranzösische Gemeinde mit 135 Einwohnern (Stand 1. Januar 2022) im Département Dordogne in der Region Nouvelle-Aquitaine.

## Lage
Nastringues liegt in einer Höhe von etwa 80 Metern ü. d. M. im Westen des Départements Dordogne. Die nächstgelegene größere Stadt ist das etwa 33 Kilometer (Fahrtstrecke) östlich gelegene Bergerac, der Hauptort des Arrondissements. An der nördlichen Gemeindegrenze verläuft das Flüsschen Estrop.

## Bevölkerungsentwicklung
| Jahr      | 1962 | 1968 | 1975 | 1982 | 1990 | 1999 | 2006 | 2017 |
| Einwohner | 153  | 112  | 118  | 113  | 114  | 115  | 113  | 117  |

In der ersten Hälfte des 19. Jahrhunderts hatte die Gemeinde stets um die 250 Einwohner. Infolge der Reblauskrise im Weinbau und der zunehmenden Mechanisierung der Landwirtschaft ging die Einwohnerzahl seitdem zurück.

## Wirtschaft
In früheren Zeiten lebten die Einwohner der Gemeinde als Selbstversorger von der Landwirtschaft, zu der auch der Weinbau und ein wenig Viehwirtschaft gehörten. Bereits seit mittelalterlicher Zeit wurde ein Teil des in der Gegend produzierten Weines in Fässern und auf Flößen oder Lastkähnen über die Dordogne und die Häfen an der Gironde nach England verschifft. Die Böden des Gemeindegebietes gehören heute zum Weinbaugebiet Montravel, doch spielt die Vermietung von Ferienwohnungen (gîtes) inzwischen eine beinahe ebenso wichtige Rolle im wirtschaftlichen Leben der Gemeinde.

## Geschichte
Die romanische Kirche lässt auf eine Besiedlung des Ortes spätestens seit dem Mittelalter schließen. Urkundlich überlieferte Ortsnamen lauten Mararengas, Nastringensis oder Vacarengas.

## Sehenswürdigkeiten
- Die kleine Pfarrkirche Saint-Jean ist noch umgeben von den Gräbern des Friedhofs; es ist ein romanischer Bau des 12. Jahrhunderts aus gut bearbeiteten Hausteinen, der im Hundertjährigen Krieg (1337–1453), in den Hugenottenkriegen (1562–1598) sowie in der Zeit der Französischen Revolution beschädigt, jedoch immer wieder restauriert wurde. Während die eingestellten Säulen des schmucklosen Archivoltenportals für immer verloren sind, ist der Glockengiebel im 16. Jahrhundert erneuert worden. Das einschiffige Langhaus beherbergt einen geschnitzten und farbig gefassten Altar und eine Holzskulptur einer Muttergottes mit Kind aus dem 17. Jahrhundert.
- Im Ort befinden sich mehrere Häuser aus dem 15./16. Jahrhundert.